# Phalaris caroliniana
Pour les articles homonymes, voir Alpiste.
Espèce
Phalaris caroliniana, l'alpiste de Caroline (maygrass en anglais), est une espèce de plantes monocotylédones de la famille des Poaceae (Gramineae), sous-famille des Pooideae, originaire d'Amérique du Nord.
C'est une plante herbacée annuelle pouvant atteindre 1,5 mètre de haut, qui pousse dans des terrains humides et marécageux.
Cette graminée faisait probablement partie des plantes, habituellement regroupées dans l’Eastern agricultural complex (complexe agricole de l'Est), qui étaient cultivées aux États-Unis par les Amérindiens à l'époque préhistorique. Ses grains ont été identifiés dans des sites archéologiques situés du Texas jusqu'à l'Indiana et l'Alabama qui pourraient dater de 4000 ans. L'analyse en laboratoire de ces graines de graminées indique qu'elles sont assez nutritives, avec une bonne teneur en vitamines et minéraux.

## Taxinomie

### Synonymes
Selon The Plant List (18 avril 2022) :
- Phalaris americana Elliott
- Phalaris intermedia Bosc ex Poir.
- Phalaris macrostachya D.Dietr.
- Phalaris occidentalis Nutt.
- Phalaris trivialis Trin.